# Ino
Ino (gr. Ἰνώ Inṓ, łac. Ino) – w mitologii greckiej królewna tebańska, córka Kadmosa i Harmonii, druga żona beockiego króla Orchomenos Atamasa, macocha Fryksosa i Helle, matka Learchosa i Melikertesa.
Pragnąc pozbyć się swych pasierbów, najpierw doprowadziła do zmarnowania sparzonego wrzątkiem ziarna siewnego i wywołanej tym klęski nieurodzaju, a następnie sfałszowała orzeczenie wyroczni delfickiej, wymuszając na małżonku złożenie przebłagalnej ofiary z jego dzieci. Ich matka Nefele zesłała im uskrzydlonego baranka o złotym runie, który uniósł rodzeństwo, ratując im życie. 
Ostatecznie zemstę na niej wywarła Hera, która zazdrosna o Dionizosa, syna Semele, pozostającego pod opieką Ino i Atamasa, zesłała na króla atak szału, w którym zabił Learchosa, gdy Ino wraz z młodszym Melikertesem ratowała się ucieczką, w końcu rzucając się do morza. Oboje zostali tam zamienieni w dobroczynne bóstwa morskie – Leukoteę i Palajmona. Mit ten Eurypides wykorzystał w (niezachowanej w całości) tragedii Ino.
Nieliczne były jej przedstawienia w greckim malarstwie wazowym. Twórcą kantaty zatytułowanej jej imieniem był Johann Christian Bach.